# Most Severn-Wye
Most čez Severn (valižansko Pont Hafren), včasih imenovan tudi most Severn-Wye, je sistem premostitvenih objektov, sestavljen iz visečega mostu čez reko Severn in mostu s poševnimi zategami čez reko Wye ter dveh viaduktov med Austom, južni Gloucestershire (severno od Bristola) v Angliji, in Chepstowom, Monmouthshire v jugovzhodnem Walesu, čez Beachley, Gloucestershire, polotok med rekama.  To je prvo cestno križišče med Anglijo in Walesom ter je zamenjalo trajekt Aust.
Most je odprla kraljica Elizabeta II. 8. septembra 1966 in ga razglasila za začetek novega gospodarskega obdobja v južnem Walesu. Na seznamu (Seznam stavb posebnega arhitekturnega ali zgodovinskega pomena v Združenem kraljestvu) je bila mostu 26. novembra 1999 dodeljena stopnja I. 
Od leta 1966 do leta 1996 je bila čez most speljana avtocesta M 4. Ob gradnji drugega mostu čez Severn se je avtocesta od Olvestona (Anglija) do Magorja (Wales) preimenovala v M 48.

## Zgodovina
Prvi predlog za most čez reko Severn, približno tam, kjer je bil na koncu zgrajen, je leta 1824 dal Thomas Telford, ki so ga prosili, da svetuje, kako izboljšati storitve s poštnimi kočijami med Londonom in Walesom. Sprejet ni bil noben ukrep in v naslednjih nekaj desetletjih je železnica postala prevladujoča za dolge razdalje z železniškim mostom čez Severn pri Sharpnessu, ki je bil odprt leta 1879, in skozi predor pod reko Severn leta 1886. Povečanje cestnega prometa v začetku 20. stoletja je zahtevalo nadaljnje izboljšanje in v začetku leta 1920 je svet mestnega okrožja Chepstowa sklical sestanek sosednjih lokalnih oblasti, da bi proučili prehod čez Severn in zmanjšali prometne zastoje ter zamude na A 48, ki je tekla skozi mesto. Leta 1935 sta svet grofije Gloucestershire in Monmouthshire skupaj spodbudila parlamentarni zakon za pridobitev pooblastila za gradnjo mostu čez estuarij s 75 % stroškov, ki bi jih moralo zagotoviti ministrstvo za promet iz cestnega sklada. Parlament pa je predlog zakona zavrnil po nasprotovanju železniške družbe Great Western Railway Company. 
Po drugi svetovni vojni so se začeli načrti za mrežo državno financiranih glavnih cest, tudi most čez Severn, za katerega je bilo naročilo oddano družbi Mott, Hay and Anderson s Freeman Fox in partnerji. Javna raziskava sheme je bila 24. septembra 1946 na univerzi v Bristolu.  Ker je imel pri financiranju vlade prednost podoben cestni most čez estuarij Forth na Škotskem (odprt leta 1964), se gradnja mostu čez Severn ni začela pred letom 1961. Britanska vlada je leta 1962 napovedala, naj bi se stroški gradnje pokrili s cestnino za vsa vozila, razen pešcev ali kolesarjev. Izvajalec John Howard and Co je podgradnjo končal leta 1963. Pogodba za objekte je bila oddana Associated Bridge Builders, d. o. o. (skupno vlaganje sira Williama Arrola & Co., Clevelanda Bridgea & Engineering Company in Dorman Long), leta 1963 in končana leta 1966. 

### 40-letni pregledi
Po 40 letih je bil most pregledan zaradi korozije kablov. Po podatkih Agencije za ceste  je inšpekcija ugotovila, da je most potreben omejitve za težka tovorna vozila.  Zdaj so omejena na en prometni pas na mostu z omejitvami teže. Sistem postavitve gumijaste obloge na kable s suhim kroženjem zraka, ki se uporablja pri mostu čez Forth, bi lahko bil izveden tudi na mostu čez Severn, da bi se ustavilo napredovanje korozije. 

### Zaprtje leta 2009
6. februarja 2009 sta bila po enem tednu sneženja po vsej Veliki Britaniji mostova čez Severn hkrati zaprta zaradi ledu, ki je padal z mostne konstrukcije in škodoval vozilom.  22. decembra 2009 sta bila oba mostova spet zaprta zaradi istega razloga. 
To je bilo drugič in tretjič, ko sta bila zaprta oba mostova hkrati. Prvič sta bila zaprta zaradi kemičnega požara v Avonmouthu nekaj let prej.

## Elementi konstrukcije
Kompleks mostu Severn-Wye je v bistvu sestavljen iz štirih objektov: viadukta Aust, mostu čez Severn, viadukta Beachley in mostu čez Wye. Most čez Severn in viadukt Aust sta na seznamu stopnje I od 26. novembra 1999, medtem ko sta most čez Wye in viadukt Beachley na seznamu stopnje II od 29. maja 1998. 

### Viadukt Aust
157 m dolg viadukt Aust je dvojni škatlasti nosilec z betonskim krovom, ki nosi vozišče od vrha klifa Aust do prvega gravitacijskega pritrdišča starega mostu čez Severn. Vozišče se nato prenese na vrh betonskega pritrdišča na most čez Severn.

### Most čez Severn
Glavni most čez Severn je v bližini nekdanjega trajektnega pristanišča Aust. Viseči most ima klasično zasnovo s krovom na dveh glavnih kablih, ki potekata med dvema jeklenima pilonoma. Leta 1966 vgrajeni kabli, ki nosijo most, so spleteni iz 29.000 km žice. Glavna kabla sta sestavljena iz 8322 posameznih 5 mm žic. Nenavadna značilnost kablov, ki prenašajo krov, je, da niso vertikalni kot pri večini visečih mostov, ampak razporejeni cikcak. Triangulacija je poskus, da se zmanjšajo vibracije, kot je vidno pri uporabi dušilcev Stockbridge na kablih. Most je 1600 m dolg, sestavljen iz glavnega razpona, dolgega 988 m, in dvema 305 m stranskima razponoma. Pilona se dvigata 136 m nad srednjo visoko vodo ter sta votlega škatlastega profila.  Krov je ortotropni jeklen škatlast nosilec aerodinamične oblike s konzolami za kolesarsko stezo in pešpot. Oblika mostu je delo oblikovalcev Freeman, Fox in partnerji, testiran v vetrovniku za most čez Forth, potem ko je bil prvotni model vetrovnika nesrečno uničen. Deli krova so bili zgrajeni v Fairfield-Mabeyju v Chepstowu in vsak 132 ton težek odsek pripeljan po reki, nato pa dvignjen na svoje mesto.

### Viadukt Beachley
745 m dolg viadukt Beachley je tudi podoben škatlasti nosilec kot most čez Severn, a podprt na jeklenih kozah, saj prečka polotok Beachley. Na polotoku je vojaško oporišče, ki ga most prečka.

### Most čez Wye
Most čez Wye je 408 m dolg most s poševnimi zategami, ki prečka mejo, označeno ob reki Wye med Anglijo in Walesom, 3,2 km južno od Chepstowa. Ima dva pilona in poševne zatege, ki nosijo krov mostu iz središča cestišča. Krov je ortotropen škatlast nosilec, podoben tistemu na mostu čez Severn, vendar ima drugačen videz, saj ima dva kompleta kablov na vsakem od dveh pilonov. Prvotno je bil samo en komplet kablov, a so jih zamenjali ob okrepitvi. Most čez Wye je zgradila družba Cleveland Bridge & Engineering. 

## Poznejše spremembe
Po odkritju več pomanjkljivosti v deset let stari strukturi je bilo januarja 1977 napovedano, da bo promet na mostu omejen na en sam vozni pas v vsako smer.  Zapora bi trajala več mesecev. 
Most Severn-Wye je bil okrepljen in obnovljen v poznih 1980-ih, ko se je teža prometa povečala. Okrepili so pilone in krov, podaljšali pilone mostu čez Wye in zamenjali izvirne enojne podpore z dvema. Odprta struktura novih podpor je zasnovana tako, da olajša vzdrževanje. Večina ojačitvenih del je bila v notranjosti krova in pilonov ter ni tako vidna. Vozišče je 35 mm debela plast litega asfalta nad akrilno hidroizolacijsko membrano.

## Lastniki
Lastništvo in upravljanje mostu je bilo preneseno na Severn River Crossing, d. d., 26. aprila 1992 kot del dogovora za gradnjo drugega mostu čez Severn.
Od novembra 2010 so bili lastniki sistema Severn River Crossing Plc:
- 35 % John Laing, britanski razvijalec in upravljavec infrastrukture,
- 35 % Vinci, francosko koncesionarsko in gradbeno podjetje,
- 15 % Bank of America, ameriška multinacionalna bančna in finančna korporacija,
- 15 % Barclays Capital, britanska multinacionalna investicijska banka.

Letno poročilo družbe za leto 2011 je pokazalo, da so ista podjetja še vedno lastniki vseh izdanih navadnih delnic kapitala v Plc prek odvisnih družb. 
Lastništvo obeh mostov bo vrnjeno britanski vladi, ko bo potreben prihodek za gradnjo in vzdrževanje, kot je opredeljeno v koncesijski pogodbi z ministrstvom za promet. Leta 2010 je veljalo, naj bi koncesija potekla leta 2017. Leta 2012 je bil spremenjen sporazum zaradi sprememb DDV-ja  in davka ter stroškov postavitve sistemov za uporabo kreditnih kartic. Neto učinek je povečanje potrebnega prihodka s 995.83 milijonov £ na 1.028.91 milijonov £ v cenah iz leta 1989.

## Spomeniki in plošče
- Spominska plošča umrlim med gradnjo mostu
- Spomenik arhitektom in gradbenikom
- Most je leta dobil nagrado mestnega sklada (Civic Trust Award)
- Most je bil leta 1991 posvečen Šri Činmoju kot most miru